# Leopoldius pontifex
Leopoldius pontifex är en tvåvingeart som beskrevs av Huttinger 1978. Leopoldius pontifex ingår i släktet Leopoldius och familjen stekelflugor.
Artens utbredningsområde är Iran. Inga underarter finns listade i Catalogue of Life.